# Ethel Bliss-Platt
Ethel Bliss-Platt est une joueuse de tennis américaine du début du XXe siècle. 
Elle a notamment remporté l'US Women's National Championship en 1906 en double dames aux côtés d'Ann Burdette Coe.

## Palmarès (partiel)

### Titre en double dames
| No | Date       | Nom et lieu du tournoi                 | Catégorie | Surface      | Partenaire       | Finalistes                | Score    |          |
| -- | ---------- | -------------------------------------- | --------- | ------------ | ---------------- | ------------------------- | -------- | -------- |
| 1  | 19/06/1906 | US National Championships Philadelphie | G. Chelem | Gazon (ext.) | Ann Burdette Coe | Helen Homans Clover Boldt | 6-4, 6-4 | Parcours |

## Parcours en Grand Chelem (partiel)
Si l’expression « Grand Chelem » désigne classiquement les quatre tournois les plus importants de l’histoire du tennis, elle n'est utilisée pour la première fois qu'en 1933, et n'acquiert la plénitude de son sens que peu à peu à partir des années 1950.

### En double dames
| Année | - | - | Championnat de France | Championnat de France | Wimbledon | Wimbledon | US National           | US National               |
| 1906  | - | - | -                     | -                     | -         | -         | Victoire Ann Burdette | Helen Homans Clover Boldt |

Sous le résultat, la partenaire ; à droite, l’ultime équipe adverse.